# Roška cesta
Roška cesta je ena izmed cest v Ljubljani.

## Zgodovina
Do leta 1952 je cesta nosila ime Domobranska cesta, po tam ležeči Domobranski vojašnici iz časov Avstro-Ogrske. 4. junija 1952 je Mestni ljudski odbor Ljubljana preimenoval cesto po Kočevskem Rogu.
Leta 1988 je bilo na cesti pred vhodom na vojaško sodišče zborovanje v podporo četverici.

## Urbanizem
Cesta poteka od križišča s Poljansko cesto do križišča s Karlovško cesto.
Od severa proti jugu se na cesto povezujejo: Brejčeva (zahod), Zemljemerska (zahod), Kapusova (vzhod) in Streliška (zahod).
Od glavne ceste se odcepi več istoimenskih krakov:
- po križišču s Brejčevo ulico se proti vzhodu odcepi krak, ki se naveže na Kapusovo ulico in
- tik pred križišče s Karlovško cesto se proti grajskemu griču odcepi krak, ki se nato poveže na Cesto slovenskih kmečkih uporov.

Med 15. oktobrom in 15. novembrom 2011 je bil odsek Roške ceste (med Poljansko in Zemljemersko) zaprt, saj je potekala gradnja infrastrukture in rekonstrukcija križišča.
Ob cesti se nahajajo:
- Domobranska vojašnica (depoji Arhiva RS in Restavratorski center RS),
- Srednja ekonomska šola Ljubljana,
- Izpitni center Ljubljana-Roška (vozniški izpiti),...

## Javni potniški promet
Po Roški cesti potekajo trase mestnih avtobusnih linij št. 2, 11, 11B, 20 in 20Z. 
Na vsej cesti sta dve postajališči mestnega potniškega prometa.

### Postajališči MPP
| postajališče     | št. linije |
| ---------------- | ---------- |
| 502021 Roška     | 11, 11B    |
| 502031 Streliška | 11, 11B    |

| postajališče     | št. linije          |
| ---------------- | ------------------- |
| 502032 Streliška | 11, 11B             |
| 502024 Roška     | 2, 11, 11B, 20, 20Z |